# Outside (canción de Staind)
«Outside» es una canción interpretada por la banda estadounidense Staind. Fue lanzada en 2001 como el primer sencillo de su álbum Break the Cycle.

## Historia
«Outside» fue tocada por primera vez en vivo durante el Family Values Tour 1999 en Biloxi (Misisipi) por Aaron Lewis y Fred Durst. La versión acústica incluida en el álbum del Tour fue transmitida por las radios estadounidenses y se volvió un éxito rápidamente. Este éxito ayudó a impulsar el álbum Break the Cycle. Un video musical fue lanzado para la versión en vivo de la canción, en el cual se ve a Lewis y Durst tocando en el concierto.

## Listas de popularidad

### Versión en vivo
| Lista (2001)                      | Posición más alta |
| --------------------------------- | ----------------- |
| Billboard Alternative Songs       | 2                 |
| Billboard Hot 100                 | 56                |
| Billboard Mainstream Rock Tracks  | 1                 |
| Billboard Hot Adult Top 40 Tracks | 16                |

### Versión de estudio
| Lista (2001)                             | Posición más alta |
| ---------------------------------------- | ----------------- |
| Billboard Bubbling Under Hot 100 Singles | 11                |
| Billboard Alternative Songs              | 16                |
| Billboard Mainstream Rock Tracks         | 11                |

## Versiones
El rapero Joe Budden realizó un remix de la canción titulado «Stained» para su mixtape de 2006 Mood Muzik 2: Can It Get Any Worse? Asimismo, The Red Jumpsuit Apparatus grabó una versión acústica en vivo para su EP AOL Sessions Undercover-EP.